# مالکوم بارکولا
مالکوم بارکولا (انگلیسی: Malcolm Barcola؛ زادهٔ ۱۴ مهٔ ۱۹۹۹) بازیکن فوتبال اهل توگو است.
از باشگاه‌هایی که در آن بازی کرده‌است می‌توان به باشگاه فوتبال المپیک لیون اشاره کرد.
وی همچنین در تیم ملی فوتبال توگو بازی کرده‌است.